# Raffaele Di Giorgio
Raffaele Di Giorgio (fl. XX secolo) è stato un allenatore di calcio e dirigente sportivo italiano.

## Carriera
Fu l'allenatore del Savoia vicecampione d'Italia nel 1924. Allenò i bianchi dal 1922 al 1925 sempre in massima serie, sedendo in panchina per un totale di 50 partite, ottenendo 31 vittorie e 12 pareggi. Nel campionato 1930-1931 è tra i dirigenti del sodalizio biancoscudato.

## Palmarès

### Competizioni regionali
- Campione dell'Italia Centro Meridionale: 1

Savoia: 1923-1924
- Campionato Italiano: Secondo posto

Savoia: (1923-24)
- Campione Campano: 3

Savoia (1922-23, 1923-24, 1924-25)
- Campionato italiano di terza divisione: 1

Savoia: 1929-1930